# B-24 Liberator
De B-24 Liberator is een zware Amerikaanse langeafstandsbommenwerper die ontworpen werd door Consolidated Aircraft. Er werden meer dan 18.000 B-24's geproduceerd waarmee de B-24 het meest talrijk geproduceerde Amerikaanse gevechtsvliegtuig van de Tweede Wereldoorlog is. Het was niet erg populair bij de vliegtuigbemanningen, die het toestel de Vliegende Doodskist noemden.

## Vliegende Doodskist
De bommenwerper was primair gemaakt om de ruim 3600 kilo aan bommen te vervoeren en er was weinig comfort voor de bemanning. In de cockpit zat men als sardines in blik. Omdat de automatische piloot vaak niet kon worden gebruikt kwam het bij het besturen van dit grote viermotorige vliegtuig aan op de spierkracht van de piloot.
Het vliegtuig was erg vatbaar voor brand vanwege de plaatsing van de brandstoftanks. Als het eenmaal ernstig was beschadigd, was het onmogelijk om het nog lang in de lucht te houden. Het was niet ongewoon dat het dan neerstortte met de vleugels omhoog gevouwen, als een vlinder. Het gangpad van de cockpit naar de enige uitgang bij de staart was erg smal. Het lukte lang niet iedereen om daarlangs met een parachute op de rug op tijd de uitgang te bereiken. De combinatie van deze factoren bezorgde de B-24 de bijnaam Vliegende Doodskist.

## Ontwikkeling
De ontwikkeling van de Liberator begon toen de United States Army Air Force (USAAF) in 1938 aan Consolidated vroeg om de B-17 in licentie te bouwen. Dit was onderdeel van 'Project A', een project dat bedoeld was voor het uitbreiden van de Amerikaanse industriële capaciteit voor het produceren van de hoofdcomponenten voor de luchtmacht. Nadat de leiding van Consolidated, waaronder directeur Reuben Fleet de Boeing fabriek in Seattle hadden bezocht, besloot Consolidated om in tegenstelling tot de aanvraag van de USAAF juist een ander, moderner eigen ontwerp in te dienen. In januari 1939 nodigde de USAAF met specificatie C-212, Consolidated formeel uit om een ontwerp-studie in te dienen voor een bommenwerper met een groter vliegbereik, hogere vliegsnelheid en hoger vliegplafond dan de B-17.
Het contract voor een prototype werd ondertekend in maart 1939, met de eis dat een van de prototypes al aan het einde van hetzelfde jaar klaar zou zijn. Het ontwerp was in concept eenvoudig, maar niettemin geavanceerd voor zijn tijd. Vergeleken met de B-17 was het voorgestelde model 32 korter met 25% minder vleugeloppervlak maar had een spanwijdte die 1,8 m groter was, een aanzienlijk grotere laadcapaciteit en een dubbel kielvlak. Waar de B-17 een viertal 9-cilinder Wright R-1820 Cyclone radiaal motoren gebruikte, daar gebruikte de B-24 een viertal 14-cilinder Pratt & Whitney R-1830 'Twin Wasp' radiaal motoren die 1.000 pk (746 kW) per stuk leverden. De maximale startmassa van 32.000 kg was een van de hoogste in die tijd.
De B-24 had een aantal innovatieve kenmerken: het nieuwe ontwerp zou de eerste Amerikaanse bommenwerper zijn met een driepuntslandingsgestel, had lange, slanke vleugels met het efficiënte 'Davis' ontwerp wat een maximale brandstofefficiëntie zou opleveren. Windtunneltests en experimentele programma's waarbij het bestaande Consolidated model 31 (de latere Consolidated XP4Y Corregidor) werd gebruikt die hetzelfde vleugelontwerp had leverde veel informatie op over de karakteristieken van de Davis vleugel.
Nog vóór het eerste prototype had gevlogen hadden de Verenigde Staten er al 36, Frankrijk 120 en Groot-Brittannië er al 164 besteld. De 120 door Frankrijk bestelde exemplaren gingen alle naar Engeland nadat Frankrijk moest capituleren na het Duitse offensief in 1940.

## Operationeel
De eerste B-24's werden ingezet als trans-Atlantische transportvliegtuigen door Groot-Brittannië. Nadat een radar werd geïnstalleerd werd de B-24, mede vanwege zijn grote bereik ingezet bij de onderzeebootbestrijding.
Later in 1941 gebruikten twee RAF squadrons in het Midden-Oosten de B-24 als eerste als bommenwerper.
Het eerste massa-geproduceerde model, de B-24D, kwam begin 1943 ten tonele. De B-24H was 250 mm langer, had een bekrachtigde geschutskoepel in de neus en een autopiloot en wordt wel gezien als de uiteindelijke versie.
Het toestel werd gefabriceerd door Consolidated, Douglas, North American en Ford. Ford nam in de speciaal gebouwde fabriek Willow Run ruim de helft van de productie voor zijn rekening. Tegen het einde van de oorlog waren meer dan 18.000 toestellen gebouwd.

## Landen in dienst
| - Brazilië - Canada - China - Frankrijk - Groot-Brittannië | - India - Italië - Nederland - Nieuw-Zeeland - Portugal | - Sovjet-Unie - Tsjechoslowakije - Turkije - Verenigde Staten (1941-?) - Zuid-Afrika |